# Åke Lindeberg
Åke Erik Gustav Lindeberg, född den 15 september 1907 i Nyköping, död den 23 juni 2000 i Linköping, var en svensk ämbetsman.
Lindeberg avlade studentexamen 1926 och juris kandidatexamen vid Uppsala universitet 1932. Efter tingstjänstgöring 1932–1935 blev han extra länsnotarie i Södermanlands län 1935, ordinarie länsnotarie där 1945, förste kanslisekreterare i Inrikesdepartementet 1951 och förste länsassessor i Västmanlands län 1953. Lindeberg var landssekreterare i Jämtlands län 1956–1963, i Östergötlands län 1963–1971 och länsråd där 1971–1973. Han blev riddare av Nordstjärneorden 1958 och kommendör av samma orden 1962.